# Oldřich Felix Popel z Lobkowicz (1650–1722)
Oldřich Felix Popel z Lobkowicz (asi 1650 – 4. srpna 1722) byl český šlechtic a poslední mužský příslušník bílinské větve šlechtického rodu Lobkoviců, v roce 1670 byl povýšen do stavu říšských hrabat. Byl císařským komořím a nejvyšším lovčím Českého království.

## Původ a život
Narodil se jako syn Františka Viléma Popela z Lobkowicz (14. srpna 1616 – 26. února 1670) a jeho manželky (svatební smlouva 28. dubna 1658) Alžběty Eusebie Marie z Talmberka.
Stal se císařským komořím a v letech 1696–1712 zastával úřad nejvyššího lovčího Českého království. Spolu se svým bratrem Ferdinandem Vilémem Popelem z Lobkowicz (1647–1708) byl 21. června 1670 povýšen do stavu říšských hrabat.
Dne 4. srpna 1722 byl zabit padajícím dubem. Pohřben byl 4. října 1722 v pražské Loretě, avšak tělo bylo později[kdy?] převezeno do rodové hrobky v kostele sv. Václava v Roudnici nad Labem.
Po jeho smrti měla být na počest bratrů Oldřicha Felixe a Ferdinanda Viléma vystavěna rodinná hrobka v místě, kde oba přišli ke smrtelným úrazům. Kaple nikdy nebyla dostavěna, zachovala se v podobě zříceniny.

## Majetek

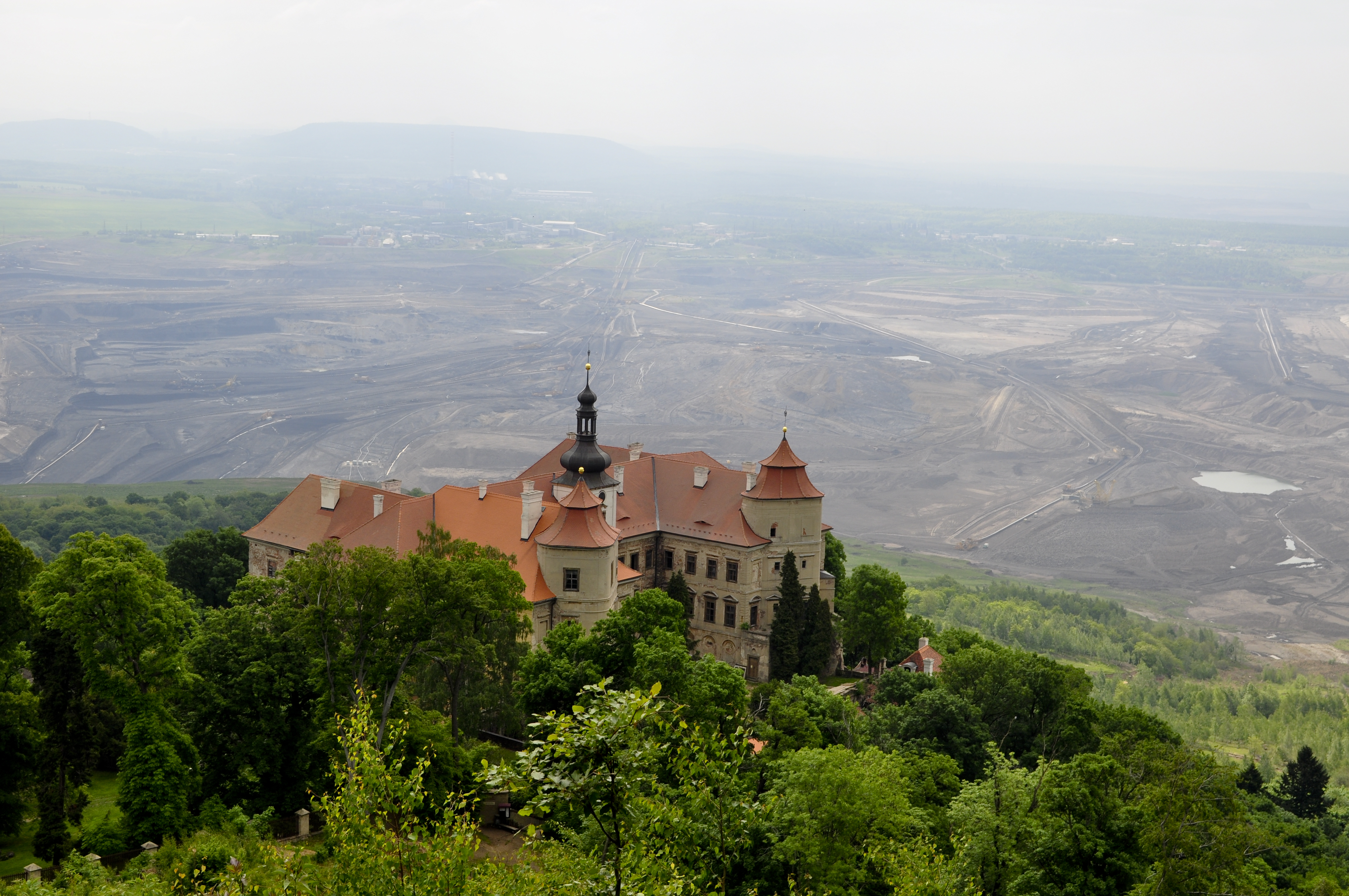
Zámek Jezeří na svazích Krušných hor

Vlastnil Jezeří a Nové Sedlo, ze kterých zřídil fideikomis. Svůj majetek odkázal Janu Jiřímu Kristiánovi z Lobkowicz (1686–1755) z mladší knížecí (mělnické) větve rodu, který ho však převedl bratrovi Filipu Hyacintovi z Lobkowicz (1680–1734) z roudnické primogenitury.

## Rodina
Oženil se s hraběnkou Marií Josefou z Bubna († 24. květen 1729), dcerou Adama Magnuse z Bubna a Litic a Sabiny Švihovské z Rýzmberka. Zůstali však bezdětní.